# Ion Mahu
Ion Mahu (n. 25 aprilie 1922, Târnova, Raionul Dondușeni, Regatul României – d. 26 iulie 2018) a fost un veteran de război, academician și pedagog din Republica Moldova, cunoscut pentru participarea sa pe ambele fronturi în cel de-Al Doilea Război Mondial și pentru activitatea sa didactică și științifică în perioada postbelică.

## Biografie
Ion Mahu s-a născut la 25 aprilie 1922 în comuna Târnova, raionul Dondușeni. A urmat cursurile unui liceu industrial din Chișinău, apoi a fost admis la Școala Militară de Ofițeri nr. 7 din România.

### Participarea la Al Doilea Război Mondial
În timpul războiului, Mahu a fost sublocotenent într-un regiment românesc și a luptat împotriva Armatei Roșii până în august 1944, când România a semnat armistițiul cu Uniunea Sovietică. După 23 august, a fost luat prizonier de către sovietici, fiind internat în lagăre improvizate din România și ulterior transferat la Chișinău. A reușit să evadeze și s-a întors clandestin în satul natal.
După 1945 a fost urmărit de autoritățile sovietice. A lucrat ca lăcătuș și, ulterior, s-a dedicat carierei pedagogice.

### Activitate didactică și științifică
A absolvit Facultatea de Biologie și Chimie a Universității Pedagogice din Chișinău, devenind profesor și cercetător. A participat activ la reformele educaționale din Moldova postbelică, promovând programe experimentale de instruire în agricultură și educație prin muncă. A fost membru al Academiei Internaționale de Științe Pedagogice.

## Mărturii despre război
Interviurile sale au fost publicate în presa internațională. În relatările sale, Mahu a descris experiențele basarabenilor mobilizați în armata română, ulterior declarați „fasciști” de regimul sovietic.

## Moștenire
Ion Mahu este considerat un simbol al generației de luptători moldoveni care au fost privați de recunoaștere în perioada sovietică. Contribuțiile sale în domeniul educației sunt menționate în numeroase lucrări de specialitate.